# Port lotniczy Lamen Bay
Port lotniczy Lamen Bay (IATA: LNB, ICAO: NVSM) – port lotniczy położony na wyspie Epi (Vanuatu).